# 過海隧道巴士603線
過海隧道巴士603線是香港一條東區海底隧道過海巴士路線，來往平田及中環碼頭，由九巴獨營，本線是東隧繼368線、373線及369線後第四條以獨營方式運作的專利過海巴士路線，亦是東隧首條以九龍區為總站的獨營專利過海巴士路線。
本線於星期一至五繁忙時間另設三條特別路線：603A、603P及603S，三線於九龍區之走線與主線603相同，但前者在上午繁忙時間由平田單向開往中環街市，以及於下午繁忙時間由中環（林士街）單向開往平田，途經北角、天后及銅鑼灣，二者不經銅鑼灣及天后前往平田，三者以干諾道中近機利文街（即本線舊有的終點站）為終點站，不前往中環碼頭。
由於本線是一條九巴獨營特快過海隧道巴士路線，申請車費加價無須配合對家巴士公司，所以全程車費（$12.7）較其他聯營特快過海隧道巴士路線302、621、641（$12.1）的高；值得一提，由於603A線來回程取道東區走廊東隧至鰂魚涌段，故此603A線同樣屬於特快過海路線，收費比一般市區過海隧道線601、619為高。

## 歷史
本線早在1988年東區海底隧道未通車時已獲交通諮詢委員會准予開辦，初時定名為403，計劃來往油塘及灣仔碼頭，定於1991年末開辦，但東隧通車後，卻沒有立即開辦，直至藍田南部的碧雲道一帶開始發展，該處公屋及居屋開始入伙，才正式開辦，並正名為603。
本線開辦投入服務前，曾擬由九巴及中巴聯營，惟時值油塘邨清拆，而中巴旗下的空調巴士不多，加上專利權被削減、勞資糾紛、罷工等醜聞，勉強經營惟恐無利可圖，堅拒參與營運。同期九巴正大量購入空調巴士，並透過重組區內冗贅路線，務求達至協同效應，遂分得開辦本線的資源，令本線成為東隧自1989年通車以來，繼368線、373線及369線後第四條以獨營方式運作的專利過海巴士路線，亦是首條以九龍區為總站的獨營專利過海巴士路線；其後本線於1996年8月12日提升至每天全日服務之後，亦成為東隧第一條以獨營方式運作的全日專利過海巴士路線，以及繼681線後東隧第二條取道東區走廊特快來往灣仔區及中西區的全日專利過海巴士路線。
- 1994年6月30日：603開辦，初時來往藍田（北）及中環，中環的總站設於干諾道中近永和街，去程途經告士打道及干諾道中，回程途經軒尼詩道、菲林明道、灣仔道及堅拿道天橋，只於平日繁忙時間提供來回各三班的單向服務。
- 1995年8月29日：提升至平日繁忙時間雙向服務，往藍田方向改經怡和街、高士威道及興發街。
- 1996年8月12日：提升至每天全日服務。
- 2000年8月31日：加開短程班次603P，由金鐘道近統一中心開往藍田（北），只於星期一至五黃昏開出兩班（開車時間為18:00、18:20）。
- 2002年2月18日：603及603P往藍田（北）方向繞經安田街及平田街。
- 2003年6月1日：603中環總站遷往中環渡輪碼頭。
- 2003年7月6日：603及603P配合平田巴士總站啟用而遷入作總站。
- 2004年2月23日：加開短程班次603S，由平田開往干諾道中近永和街，只於星期一至五早上開出三班（經過歷年調整班次後，現時班次14班，增幅達五倍）。車輛到達中環干諾道中後，隨即「私牌」回平田，除非車務調動或轉回主線外。
- 2008年6月8日：本線全程收費提升至$10.5；同時，分段收費亦調整票價。
- 2011年1月7日：加密班次，行走巴士數目增加至21輛。
- 2011年5月15日：本線全程收費提升至$11.0。
- 2012年11月30日：本線提早假日由平田開出頭車至05:45，而603S延長尾車時間至09:10。
- 2013年3月17日：本線全程收費提升至$11.6；同時，部份分段收費亦調整票價。
- 2013年7月1日；因應新巴新專營權（為期10年）於2013年7月1日起生效，本線及輔助線603S增加轉乘新巴30X線的八達通轉乘優惠，成為首批推出與港島區非過海路線的跨公司轉乘計劃的九巴獨營過海路線。
- 2014年7月6日：本線全程收費提升至$12.1；同時，部份分段收費亦調整票價。
- 2015年3月21日：增設到站時間預報。[1]
- 2015年10月5日：提早平田頭班車開出時間至05:35及調整班次[2]。
- 2016年6月：早上繁忙時間由平田開往金鐘（海富中心）的非正式特別班次常規化。
- 2016年10月11日：603P改由中環渡輪碼頭開出，依主線行駛至軒尼詩道後，改經馬師道、鴻興道、告士打道及維園道直上東區走廊，不再途經銅鑼灣。2014年佔領行動期間，本線行經的怡和街成為佔領區之一，九巴因而於當年11月12日起至運動結束期間，特意安排此路線延長由中環渡輪碼頭開出，駛至軒尼詩道後便轉入馬師道、鴻興道、告士打道及維園道直上東區走廊，結果臨時改道定線成功擺脫銅鑼灣一帶的堵車黑點，並成功解決脫班及行車時間不可靠等問題，廣受往返港島北岸通勤的油塘、藍田居民歡迎。銅鑼灣佔領區清場後，本線並未有繼續行走佔中時的臨時走線，直至九巴於2016年初《2016-2017年度巴士路線計劃》才提出將此路線在佔中期間的臨時改道永久實施，旋獲各區議會通過。
- 2018年1月15日：603A線投入服務，只於星期一至五上午繁忙時間由平田開出兩班往中環街市，途經銅鑼灣、皇后大道東。同日起，603S班次調整班次至17班[3]。
- 2019年4月7日：603線由平田開出的頭班車時間提早至05:20[4]。
- 2020年1月13日：603A線增停北角及炮台山，調整由平田開出的尾班車時間至07:50[5]。
- 2021年9月20日：603A線增設星期一至五17:10及17:40由中環（林士街）往平田之下午繁忙時間回程服務。[6]
- 2023年6月18日：本線全程收費提升至$13.2；同時，部份分段收費亦調整票價。
- 2023年10月31日：603S班次調整班次至15班。
- 2023年11月20日：603線取消由林士街開往平田之特別班次。[7]
- 2025年1月20日：
  - 603線由平田開往金鐘之特別班次增至兩班，開出時間為07:42及07:54。[8]
  - 603A線調整開出時間，由平田開出之時間為07:39及07:51，由中環開出之時間為17:16及17:40。[9]
- 2025年6月23日:603P線往平田方向，改由軒尼詩道左轉菲林明道、鴻興道，然後返回原有路線，不再經馬師道，取消軒尼詩道「史釗域道」及「杜老誌道」巴士站，增停鴻興道「灣仔碼頭」巴士站；同時增至三班車開出時間為1745、1800、1820。[10]

## 服務時間及班次
603
| 平田開           | 平田開              | 平田開              | 中環渡輪碼頭開   | 中環渡輪碼頭開 | 中環渡輪碼頭開 |
| 日期             | 服務時間            | 班次（分鐘）        | 日期             | 服務時間       | 班次（分鐘）   |
| ---------------- | ------------------- | ------------------- | ---------------- | -------------- | -------------- |
| 星期一至五       | 05:20-06:05         | 15                  | 星期一至五       | 07:35-12:35    | 25             |
| 星期一至五       | 06:05-07:35         | 10                  | 星期一至五       | 12:35-14:55    | 20             |
| 星期一至五       | 07:35-07:53         | 9                   | 星期一至五       | 14:55-15:40    | 15             |
| 星期一至五       | 07:58、08:08、08:18 | 07:58、08:08、08:18 | 星期一至五       | 15:40-17:40    | 12             |
| 星期一至五       | 08:30-09:00         | 10                  | 星期一至五       | 17:40-22:10    | 10             |
| 星期一至五       | 09:00-10:30         | 15                  | 星期一至五       | 22:10-23:10    | 12             |
| 星期一至五       | 10:30-16:50         | 20                  | 星期一至五       | 23:10-00:30    | 20             |
| 星期一至五       | 16:50-18:30         | 25                  |                  |                |                |
| 星期一至五       | 18:30-23:30         | 30                  |                  |                |                |
| 星期六           | 05:20-07:05         | 15                  | 星期六           | 07:35-10:55    | 25             |
| 星期六           | 07:14、07:22        | 07:14、07:22        | 星期六           | 10:55-12:35    | 20             |
| 星期六           | 07:30-08:30         | 6                   | 星期六           | 12:35-16:50    | 15             |
| 星期六           | 08:30-09:00         | 10                  | 星期六           | 16:50-22:10    | 10             |
| 星期六           | 09:00-10:00         | 12                  | 星期六           | 22:10-23:10    | 12             |
| 星期六           | 10:00-13:30         | 15                  | 星期六           | 23:10-00:10    | 15             |
| 星期六           | 13:30-16:50         | 20                  | 星期六           | 00:30          | 00:30          |
| 星期六           | 16:50-18:30         | 25                  |                  |                |                |
| 星期六           | 18:30-23:30         | 30                  |                  |                |                |
| 星期日及公眾假期 | 05:20-06:00         | 20                  | 星期日及公眾假期 | 07:10-12:35    | 25             |
| 星期日及公眾假期 | 06:00-11:00         | 15                  | 星期日及公眾假期 | 12:35-12:55    | 20             |
| 星期日及公眾假期 | 11:00-14:00         | 12                  | 星期日及公眾假期 | 12:55-15:10    | 15             |
| 星期日及公眾假期 | 14:00-15:30         | 15                  | 星期日及公眾假期 | 15:10-20:10    | 12             |
| 星期日及公眾假期 | 15:30-16:50         | 20                  | 星期日及公眾假期 | 20:10-23:10    | 15             |
| 星期日及公眾假期 | 16:50-18:30         | 25                  | 星期日及公眾假期 | 23:10-00:30    | 20             |
| 星期日及公眾假期 | 18:30-23:30         | 30                  |                  |                |                |

603特別班次
- 星期一至五：
  - 平田 → 金鐘（海富中心）：07:55

603A
- 星期一至五：
  - 平田開：07:40、07:50
  - 中環（林士街）開：17:10、17:40

603P
- 中環渡輪碼頭開：
  - 星期一至五：17:45、18:00、18:20

603S
| 平田開     | 平田開                            |
| 日期       | 開出時間                          |
| ---------- | --------------------------------- |
| 星期一至五 | 06:40、07:00、07:10、07:20、07:30 |
| 星期一至五 | 07:39、07:48、08:00、08:10、08:20 |
| 星期一至五 | 08:32、08:45、08:57、09:10        |

所有特別班次、603A、603P及603S線逢星期六、日及公眾假期不設服務

## 收費
603(A/P/S)
全程：$13.9
- 過東區海底隧道後往中環：$6.7（只適用於603(A/S)）
- 過東區海底隧道後往平田：$7.5（只適用於603(A/P)）
- 高怡邨往平田：$6.1（只適用於603(A/P)）

| - 本線設有12歲以下小童及65歲或以上長者半價優惠。 - 65歲或以上香港居民使用「樂悠咭」，以及12歲以下合資格殘疾兒童使用「殘疾人士身份」個人八達通繳付車資，均可享有每程$2.0或半價（以較低者為準）的票價優惠；12至64歲合資格殘疾人士使用「殘疾人士身份」個人八達通（包括「樂悠咭」），以及60至64歲香港居民使用「樂悠咭」繳付車資，均可享有每程$2.0或全費（以較低者為準）的票價優惠。 - 65歲或以上長者如使用長者或一般個人八達通繳付車資，則只可享有半價優惠；12至64歲合資格殘疾人士如不使用「殘疾人士身份」個人八達通，以及60至64歲人士如不使用「樂悠咭」繳付車資，必須繳付全費。 - 乘客可以現金或八達通於上車時付款，不設找續。 - 每位成人乘客可免費攜帶最多兩名4歲以下而不佔座位的兒童乘客乘車，超額之4歲以下小童必須繳付小童車費乘車。 - 持有「九巴月票」之乘客在車票有效期內，每日可享最多10程任何九龍巴士及龍運巴士路線（包括本路線，以及聯營路線的九龍巴士／龍運巴士提供的班次；惟乘搭機場「A」及「NA」線則可享原價二七折優惠（不會計算每天10次合資格車程））；而B1線則每日可享最多各2程（不會計算每天10次合資格車程）。 - 九龍巴士、城巴、龍運巴士及陽光巴士全職員工及家屬（不包括外判職員）可免費乘搭本路線，惟必須拍職員或職員家屬八達通。 - 乘客亦可透過多元化電子支付系統（e度嘟）繳付車資，包括使用非接觸式VISA卡、JCB卡、萬事達卡、銀聯卡、美國運通、大來國際、Discover Card、Apple Pay、Google Pay、Samsung Pay、AlipayHK「易乘碼」、支付寶、WeChatHK／微信支付「搭車碼」、銀聯雲閃付「乘車碼」及BOC Pay「乘車碼」。乘客使用此付款方式，使用此支付方式的乘客可享有中途下車之分段收費，以及與其他九巴／龍運獨營路線或聯營線九巴／龍運班次之轉乘優惠，惟不適用於與非九巴／龍運路線之轉乘優惠，亦不能享有「公共交通費用補貼計劃」及「長者及合資格殘疾人士公共交通票價優惠計劃」。 |

### 八達通轉乘優惠
乘客登上本線後指定時間內以同一張八達通卡轉乘以下路線，或從以下路線登車後指定時間內以同一張八達通卡轉乘本線，次程可獲車資折扣優惠：
使用八達通卡乘搭此路線往港島方向之乘客，若於登車後150分鐘內在東區海底隧道巴士轉乘站以同一張八達通卡轉乘下列路線往港島，第二程成人票價可減收$5.0，小童／長者票價減收$2.5：
| 東隧轉乘優惠計劃路線列表 | 東隧轉乘優惠計劃路線列表 | 東隧轉乘優惠計劃路線列表 | 東隧轉乘優惠計劃路線列表 |
| 巴士公司                 | 轉乘路線                 | 出發地                   | 目的地                   |
| ------------------------ | ------------------------ | ------------------------ | ------------------------ |
| 城巴、九巴               | 302                      | 慈雲山（北）             | 上環                     |
| 城巴、九巴               | 302A                     | 慈雲山（北）             | 北角（健康村）           |
| 城巴、九巴               | 307                      | 大埔中心                 | 中環碼頭                 |
| 城巴、九巴               | 307A                     | 大埔頭                   | 上環                     |
| 城巴、九巴               | 307P                     | 大埔（汀太路）           | 天后站                   |
| 九巴                     | 373                      | 聯和墟                   | 中環（香港站）           |
| 城巴、九巴               | 601                      | 寶達                     | 金鐘（東）               |
| 城巴、九巴               | 601P                     | 寶達                     | 上環                     |
| 九巴                     | 603                      | 平田                     | 中環碼頭                 |
| 九巴                     | 603A                     | 平田                     | 中環                     |
| 九巴                     | 603S                     | 平田                     | 中環                     |
| 城巴、九巴               | 606                      | 彩雲（豐盛街）           | 小西灣（藍灣半島）       |
| 城巴、九巴               | 606A                     | 彩雲（豐盛街）           | 耀東邨                   |
| 城巴、九巴               | 606X                     | 九龍灣                   | 小西灣（藍灣半島）       |
| 城巴                     | 608                      | 九龍城（盛德街）         | 筲箕灣                   |
| 九巴                     | 613                      | 安泰（西）               | 筲箕灣                   |
| 九巴                     | 613A                     | 安泰（西）               | 杏花邨                   |
| 城巴、九巴               | 619                      | 順利                     | 中環（港澳碼頭）         |
| 城巴、九巴               | 619P                     | 順利                     | 中環（港澳碼頭）         |
| 城巴、九巴               | 641                      | 啟業                     | 中環（港澳碼頭）         |
| 城巴、九巴               | 671                      | 鑽石山站                 | 鴨脷洲（利樂街）         |
| 九巴                     | 673                      | 上水                     | 中環（香港站）           |
| 九巴                     | 673A                     | 上水                     | 中環（林士街）           |
| 九巴                     | 673P                     | 上水                     | 中環（林士街）           |
| 城巴、九巴               | 678                      | 上水                     | 銅鑼灣（東院道）         |
| 城巴、九巴               | 680                      | 利安                     | 金鐘（東）               |
| 城巴、九巴               | 680B                     | 富安花園                 | 金鐘（東）               |
| 城巴、九巴               | 680P                     | 烏溪沙站                 | 金鐘（東）               |
| 城巴、九巴               | 680X                     | 烏溪沙站                 | 中環（港澳碼頭）         |
| 城巴、九巴               | 681                      | 馬鞍山市中心             | 中環（香港站）           |
| 城巴、九巴               | 681P                     | 耀安                     | 上環                     |
| 城巴                     | 682                      | 烏溪沙站                 | 柴灣（東）               |
| 城巴                     | 682A                     | 馬鞍山市中心             | 柴灣（東）               |
| 城巴                     | 682B                     | 沙田（水泉澳邨）         | 柴灣（東）               |
| 城巴                     | 682P                     | 烏溪沙站                 | 柴灣（東）               |
| 城巴、九巴               | 690                      | 康盛花園                 | 中環（交易廣場）         |
| 城巴、九巴               | 690P                     | 康盛花園                 | 中環（交易廣場）         |
| 城巴                     | 694                      | 調景嶺站                 | 小西灣邨                 |

603(P/S)↔613，613線車資全免
- 613往筲箕灣 → 603(S)往中環
- 603(P)往平田 → 613往安達
- 603(S)往中環 → 613往筲箕灣
- 613往安達 → 603(P)往平田

603(P/S)↔新巴30X，次程可獲$1.5折扣優惠，轉乘時限為90分鐘
- 603(S)往中環 → 30X往數碼港
- 30X往中環 → 603(P)往平田

603 ↔ 14S，次程可獲$1.0折扣優惠
- 603任何方向 → 14S往將軍澳華人永遠墳場
- 14S往油塘 → 603任何方向

## 使用車輛
現時本線獲派8輛亞歷山大丹尼士Enviro 500 MMC 12米（ATENU）、3輛富豪B9TL 12米（AVBWU）及9輛富豪B8L 12米（V6B），均屬九龍灣車廠。
| 車隊編號  | 車牌   |
| --------- | ------ |
| AVBWU420  | TN9329 |
| AVBWU422  | TN9652 |
| AVBWU534  | UV4247 |
| ATENU1207 | UR4036 |
| ATENU1408 | VL705  |
| ATENU1431 | VL7196 |
| ATENU1488 | VN 344 |
| ATENU1504 | VN3146 |
| ATENU1508 | VP8369 |
| ATENU1510 | VP8021 |
| ATENU1553 | VR5629 |
| V6B89     | WG2518 |
| V6B92     | WG7006 |
| V6B98     | WG8535 |
| V6B100    | WH 331 |
| V6B101    | WH 683 |
| V6B118    | WK5811 |
| V6B119    | WK6064 |
| V6B120    | WK9956 |
| V6B129    | WL9295 |

## 行車路線
603(P/S)
平田開經：安田街、平田街、安田街、藍田（北）巴士總站、德田街、連德道、碧雲道、高超道、鯉魚門道、東區海底隧道、東區走廊、維園道、告士打道、夏愨道、干諾道中、民光街及民耀街。 
603S不經斜體字之路段。
中環渡輪碼頭開經：民耀街、民祥街、隧道、干諾道中、林士街、德輔道中、金鐘道、軒尼詩道、怡和街、高士威道、興發街、東區走廊、東區海底隧道、鯉魚門道、高超道、碧雲道、連德道、德田街及安田街。
603P依603原線至軒尼詩道後，改經菲林明道、鴻興道、天橋、告士打道、維園道返回東區走廊603原線。
603A
平田開經：安田街、平田街、安田街、藍田（北）巴士總站、德田街、連德道、碧雲道、高超道、鯉魚門道、東區海底隧道、東區走廊、民康街、英皇道、高士威道、禮頓道、摩理臣山道、皇后大道東、金鐘道及德輔道中。 
中環（林士街）開經：干諾道中、林士街、德輔道中、金鐘道、軒尼詩道、怡和街、高士威道、英皇道、民康街、東區走廊、東區海底隧道、鯉魚門道、高超道、碧雲道、連德道、德田街及安田街。

### 沿線車站

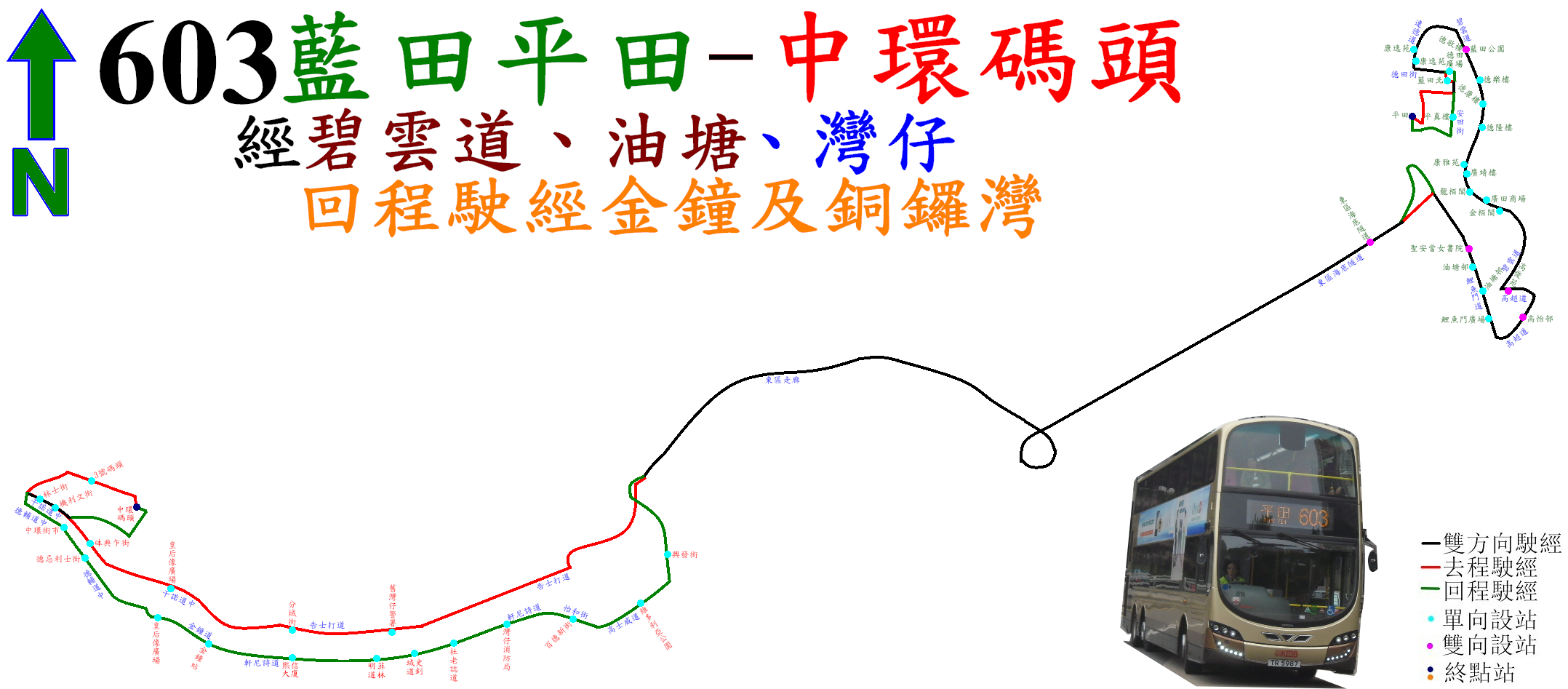
603線常規班次的走線圖

603(P/S)
| 平田開 | 平田開               | 平田開             | 中環渡輪碼頭開 | 中環渡輪碼頭開         | 中環渡輪碼頭開   |
| 序號   | 車站名稱             | 位置               | 序號           | 車站名稱               | 位置             |
| ------ | -------------------- | ------------------ | -------------- | ---------------------- | ---------------- |
| 1      | 平田巴士總站         | 平田公共運輸交匯處 | 1              | 中環渡輪碼頭巴士總站   | 中環碼頭巴士總站 |
| 2      | 藍田（北）           | 藍田（北）巴士總站 | 2              | 林士街                 | 干諾道中         |
| 3      | 康逸苑               | 連德道             | 3              | 中環街市               | 德輔道中         |
| 4      | 藍田公園             | 碧雲道             | 4              | 德忌利士街             | 德輔道中         |
| 5      | 德田邨德樂樓         | 碧雲道             | 5              | 皇后像廣場             | 德輔道中         |
| 6      | 德田邨德隆樓         | 碧雲道             | 6              | 金鐘站－統一中心（B1） | 金鐘道           |
| 7      | 廣田邨廣靖樓         | 碧雲道             | 7              | 軍器廠街               | 軒尼詩道         |
| 8      | 廣田商場             | 碧雲道             | 8              | 菲林明道               | 軒尼詩道         |
| 9      | 高俊苑               | 高超道             | 9*             | 史釗域道               | 軒尼詩道         |
| 10     | 高怡邨               | 高超道             | 10*            | 杜老誌道               | 軒尼詩道         |
| 11     | 鯉魚門廣場           | 鯉魚門道           | 11*            | 灣仔消防局             | 軒尼詩道         |
| 12     | 油塘邨               | 鯉魚門道           | 12*            | 百德新街               | 怡和街           |
| 13     | 聖安當女書院         | 鯉魚門道           | 13*            | 維多利亞公園           | 高士威道         |
| 14     | 東隧轉車站（K2）     | 東區海底隧道       | 14*            | 興發街                 | 興發街           |
| 15     | 舊灣仔警署           | 告士打道           | #              | 灣仔碼頭               | 鴻興道           |
| 16     | 分域街               | 告士打道           | 15             | 東隧轉車站（L1）       | 東區海底隧道     |
| 17@    | 皇后像廣場           | 干諾道中           | 16             | 聖安當女書院           | 鯉魚門道         |
| 18@    | 砵典乍街             | 干諾道中           | 17             | 油塘邨                 | 鯉魚門道         |
| 19@    | 機利文街             | 干諾道中           | 18             | 高怡邨                 | 高超道           |
| 20*    | 中環三號碼頭         | 民光街             | 19             | 高俊苑                 | 高超道           |
| 21*    | 中環渡輪碼頭巴士總站 | 中環碼頭巴士總站   | 20             | 康栢苑金栢閣           | 碧雲道           |
|        |                      |                    | 21             | 康栢苑龍栢閣           | 碧雲道           |
| 22     | 康雅苑               |                    |                |                        | 碧雲道           |
| 23     | 德田邨德康樓         |                    |                |                        | 碧雲道           |
| 24     | 德田邨德敬樓         |                    |                |                        | 碧雲道           |
| 25     | 康逸苑               | 連德道             |                |                        |                  |
| 26     | 藍田綜合大樓         | 德田街             |                |                        |                  |
| 27     | 平田邨平真樓         | 安田街             |                |                        |                  |
| 28     | 平田巴士總站         | 平田公共運輸交匯處 |                |                        |                  |

平田開出特別班次、603P/S線不停靠有 * 號之車站，603P加停有 # 號之車站。
平田開出特別班次以夏愨道海富中心為總站，不停靠有 @ 號之車站。
603A
| 平田開 | 平田開                 | 平田開             | 中環（林士街）開 | 中環（林士街）開       | 中環（林士街）開   |
| 序號   | 車站名稱               | 位置               | 序號             | 車站名稱               | 位置               |
| ------ | ---------------------- | ------------------ | ---------------- | ---------------------- | ------------------ |
| 1      | 平田巴士總站           | 平田公共運輸交匯處 | 1                | 林士街                 | 干諾道中           |
| 2      | 藍田（北）             | 藍田（北）巴士總站 | 2                | 中環街市               | 德輔道中           |
| 3      | 康逸苑                 | 連德道             | 3                | 德忌利士街             | 德輔道中           |
| 4      | 藍田公園               | 碧雲道             | 4                | 皇后像廣場             | 德輔道中           |
| 5      | 德田邨德樂樓           | 碧雲道             | 5                | 金鐘站－統一中心（B1） | 金鐘道             |
| 6      | 德田邨德隆樓           | 碧雲道             | 6                | 軍器廠街               | 軒尼詩道           |
| 7      | 廣田邨廣靖樓           | 碧雲道             | 7                | 菲林明道               | 軒尼詩道           |
| 8      | 廣田商場               | 碧雲道             | 8                | 史釗域道               | 軒尼詩道           |
| 9      | 高俊苑                 | 高超道             | 9                | 杜老誌道               | 軒尼詩道           |
| 10     | 高怡邨                 | 高超道             | 10               | 灣仔消防局             | 軒尼詩道           |
| 11     | 鯉魚門廣場             | 鯉魚門道           | 11               | 百德新街               | 怡和街             |
| 12     | 油塘邨                 | 鯉魚門道           | 12               | 維多利亞公園           | 高士威道           |
| 13     | 聖安當女書院           | 鯉魚門道           | 13               | 銀幕街                 | 英皇道             |
| 14     | 東隧轉車站（K2）       | 東區海底隧道       | 14               | 七海商業中心           | 英皇道             |
| 15     | 港運城                 | 英皇道             | 15               | 電廠街                 | 英皇道             |
| 16     | 美麗閣                 | 英皇道             | 16               | 新光戲院               | 英皇道             |
| 17     | 炮台山站               | 英皇道             | 17               | 港運城                 | 英皇道             |
| 18     | 清風街                 | 英皇道             | 18               | 東隧轉車站（L1）       | 東區海底隧道       |
| 19     | 中央圖書館             | 高士威道           | 19               | 聖安當女書院           | 鯉魚門道           |
| 20     | 加路連山道             | 禮頓道             | 20               | 油塘邨                 | 鯉魚門道           |
| 21     | 紀利華木球會           | 禮頓道             | 21               | 高怡邨                 | 高超道             |
| 22     | 跑馬地馬場             | 摩理臣山道         | 22               | 高俊苑                 | 高超道             |
| 23     | 香港華仁書院           | 皇后大道東         | 23               | 康栢苑金栢閣           | 碧雲道             |
| 24     | 胡忠大廈               | 皇后大道東         | 24               | 康栢苑龍栢閣           | 碧雲道             |
| 25     | 聯發街                 | 皇后大道東         | 25               | 康雅苑                 | 碧雲道             |
| 26     | 太古廣場三座           | 皇后大道東         | 26               | 德田邨德康樓           | 碧雲道             |
| 27     | 金鐘站－太古廣場（A1） | 金鐘道             | 27               | 德田邨德敬樓           | 碧雲道             |
| 28     | 中銀大廈               | 金鐘道             | 28               | 康逸苑                 | 連德道             |
| 29     | 置地廣場               | 德輔道中           | 29               | 藍田綜合大樓           | 德田街             |
| 30     | 中環街市               | 德輔道中           | 30               | 平田邨平真樓           | 安田街             |
|        |                        |                    | 31               | 平田巴士總站           | 平田公共運輸交匯處 |

## 客量
603線為藍田、高超道、油塘乃至整個東九龍唯一特快往返灣仔及中環一帶的全日專營過海巴士路線，客量不俗，繁忙時間經常頂閘，但收費偏高為人詬病。另一邊廂，聯營及新城獨營過海線於2019年，2021年及2022年加價三次，而此線定價相對服務範圍相近的690線反過來便宜，沖淡收費偏高的問題。
根據2019-2020年度巴士路線計劃，603A線平均每班載客率為54%。

## 外部連結
九巴
- 九巴－隧巴603線 （页面存档备份，存于）
- 九巴－隧巴603A線
- 九巴－隧巴603P線 （页面存档备份，存于）
- 九巴－隧巴603S線 （页面存档备份，存于）

其他
- 681巴士總站 隧巴603線 （页面存档备份，存于）
- 九巴路線掛牌表